# Felice Riccio

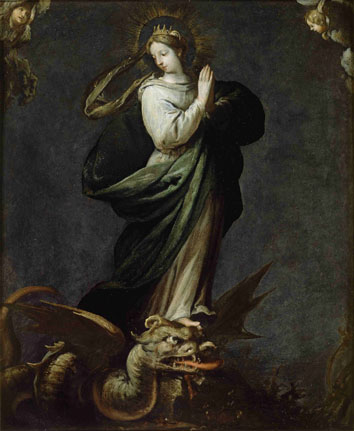
Santa Margarete de Antioquia por Felice Riccio

Felice Riccio (1542-1605) foi um pintor italiano do final do Renascimento, que trabalhou principalmente em Verona. Ele é também conhecido como il Brusasorci ou Brusasorzi ou Felice Brusasorci. Era filho do pintor Domenico Riccio. Entre seus alunos estavam Alessandro Turchi, Pasquale Ottini e  Marcantonio Bassetti. 